# Prezjdevremennyj tjelovek
Prezjdevremennyj tjelovek (russisk: Преждевременный человек) er en sovjetisk spillefilm fra 1971 af Abram Room.

## Medvirkende
- Igor Kvasja som Jakov Bogomolov
- Anastasija Vertinskaja som Olga Borisovna
- Aleksandr Kaljagin som Nikon Bukejev
- Boris Ivanov som Jean
- Nina Sjatskaja som Nina Arkadjevna